# 中田千智
中田千智（日语：中田 ちさと，本名，1990年10月8日—）為日本女子偶像團體AKB48的前成員，埼玉縣出身，隸屬於Mousa事務所。

## 來歷
- 過去是事務所所屬、以本名中田千智作為夢☆卵偶像團體的一員曾經開展藝能活動。
- 2006年參加AKB48第二期追加成員面試和AKB48第三期追加成員面試的甄選，都落選[1]。
- 2007年5月27日，『AKB48第一回研究生（4期生）合格。移籍到AKS。
- 2008年10月19日由研究生昇格到Team A的成員。
- 2009年12月，從AKS移籍至Mousa。
- 2012年6月6日，AKB48第4回選拔總選舉,「AKB48第27張單曲選拔總選舉」，總排名第37名。[2]
- 2012年8月24日，「AKB48 in TOKYO DOME ～1830m的夢想～」演唱會第一天中，宣布預定移籍至Team K[3]。
- 2012年9月18日，「AKB48第29張單曲選拔猜拳大會」中，進入第四回合，優勝前16名，初次進入AKB48單曲CD選拔[4]。
- 2012年11月1日，新體制開始移籍到Team K[5]。
- 2014年2月24日，於「AKB48集團大組閣祭」中宣布所屬隊伍由Team K轉移至Team A[6]。
- 2015年3月26日，於「AKB48春季單獨演唱會」中宣布所屬對五轉移至Team K。9月30日，與Mousa的合約期滿。10月1日，經紀約再次轉至AKS。
- 2017年2月23日，於AKB48劇場的「我的太陽」公演中宣布將自AKB48畢業。畢業公演於4月24日舉辦。

## 人物
- 為AKB48中少數使用藝名活動的成員，另外一位是菊地彩香。
- 姐姐是歌手中田麻日[7]。
- 是職業摔角選手丸藤正道的摔角迷。
- 中學三年期間，一直在排球社，馬拉松大會比賽常有好成績。

## AKB48参加曲

### 單曲CD選抜曲
| 單曲                                                       | 專輯               | 曲目                 | 名義               |
| ---------------------------------------------------------- | ------------------ | -------------------- | ------------------ |
| 2008年〔10月22日發售〕                                     |                    |                      |                    |
| 10th                                                       | 大聲鑽石           | 大聲鑽石             | 研究生             |
| 2009年〔10月21日發售〕                                     |                    |                      |                    |
| 14th                                                       | RIVER              | 飛機雲               | Theater Girls      |
| 2010年〔5月26日、10月27日、12月8日發售〕                   |                    |                      |                    |
| 16th                                                       | 馬尾與髮圈         | 我的YELL             | Theater Girls      |
| 18th                                                       | Beginner           | 哭泣的場所           | DIVA               |
| 19th                                                       | 機會的順序         | 與核桃對話           | Team A             |
| 2011年〔2月16日、5月25日、10月26日、12月7日發售〕          |                    |                      |                    |
| 20th                                                       | 變成櫻花樹         | K區域                | DIVA               |
| 21st                                                       | Everyday、髮箍     | 人的力量             | Under Girls        |
| 23rd                                                       | 風正在吹           | Vamos                | Under Girls 薔薇組 |
| 24th                                                       | 崇尚麻里子         | 鄰人不受傷           | Team A             |
| 2012年〔2月15日、5月23日、8月29日、10月31日、12月5日發售〕 |                    |                      |                    |
| 25th                                                       | GIVE ME FIVE!      | 榮格和佛洛伊德的情況 | Special Girls C    |
| 26th                                                       | 仲夏的Sounds good! | 3滴眼淚              | Special Girls      |
| 27th                                                       | 格子花紋           | DoReMiFa音痴         | Next Girls         |
| 28th                                                       | UZA                | 破壞&重建            | Team K             |
| 29th                                                       | 永遠的壓力         | 永遠的壓力           | 猜拳選拔第16名     |
| 2013年〔2月20日、5月22日、10月30日發售〕                   |                    |                      |                    |
| 30th                                                       | So long !          | 夕陽瑪麗             | 大島Team K         |
| 31st                                                       | 再見自由式         | How come ?           | Team K             |
| 32nd                                                       | 真心電流           | 細雪的悔悟           | Team K             |
| 2014年〔2月26日發售〕                                      |                    |                      |                    |
| 35th                                                       | 勇往直前           | 戀愛什麼的           |                    |

### 分組参加曲
向日葵组 2nd Stage「不要让梦想死去」公演
1. 記憶的兩難

※佐藤由加理的替補。
TeamA 4th Stage「正在恋爱中」復刻公演
1. 歸鄉

※的代演。
研究生「正在戀愛中」公演
1. 歸鄉

TeamA 5th Stage「恋愛禁止条例」公演
1. 盛夏的聖誕玫瑰

※站位分組曲代演。
1. 黑色天使

※藤江れいな（前田敦子休演時）的分組曲代演。
TeamB 3rd Stage「睡衣兜风」公演
1. 睡衣兜風

※渡邊麻友（北原里英不在時）的代演。
teamB 4th Stage「偶像的黎明」公演
※渡邊麻友的全員曲代役。（前田亞美初次登場前的代演）
THEATER G-ROSSO「不要讓夢想死去」公演
1. Confession

※秋元才加和大家志津香的替補。
TeamA 6th Stage「目擊者」公演
1. ☆之彼方
2. 手牽手

※倉持明日香的小組Under

## 演出

### 電視劇
- 馬路須加學園 最終話（2010年3月26日、東京電視台） - 飾演 馬路須加女学園學生
- 來自櫻花的信 ～AKB48 各自的畢業故事～（2011年2月26日 - 3月6日，日本電視台） - 飾演 中田ちさと
- 馬路須加學園2 第4話・最終話（2011年5月6日・7月1日、東京電視台） - 飾演 チサト
- So long ! 第2夜（2013年2月12日、日本電視台） - 飾演 學生

### 綜藝節目
- AKBINGO!（2008年11月19日・12月3日・10日・5月6日 - 20日・7月22日 - 8月5日・9月23日、日本電視台）
- すイエんサー（2009年9月15日・11月3日、NHK教育）
- 笑笑又何妨！（2009年11月12日、富士電視台）
- SMAP×SMAP（2010年1月4日、富士電視台）
- AKB1/48（2010年1月17日 - 、Enter371）
- 週刊AKB（2010年3月19日 - 4月2日、東京電視台）
- PigooRadio〜Mousa（2011年4月18日 - 、エンタ!371）
- 原來如此！高校（2011年10月13日、日本電視台）
- 微妙〜（2011年11月3日・24日、ひかりTV）
- AKB48的你、是誰?（2012年4月9日、2013年2月6日 - 不定期出演、NOTTV）
- AKB自動車部（2012年4月28日 - 、富士電視台）
- AKB子兔道場（2013年2月1日・2月8日、東京電視台）
- AKB48的真格挑戰（2013年2月15日 - ひかりTV）
- Mousa四姉妹（2013年2月16日、Enter371）

### 廣播
- AKB48 明日までもうちょっと。（2008年10月13日・2009年1月26日・7月6日、文化放送）
- ON8（2008年11月3日・2009年4月6日、ベイエフエム）
- AKB48のオールナイトニッポン（2011年3月4日・5月28日・7月1日、日本放送）

### 廣播劇
- AKB48的"我們的故事"（NHK-FM）
  - 第47話 「プレッシャーなんか怖くない!」(2012年12月21日)

### 電影
- ハル・ミヤコ&ビッグフット対デス・キャピトロン（2010年12月公開、ミュージックシネマズジャパン） - 飾演 ミレイ
- 武藏野線的姐妹（2011年公開預定、ミュージックシネマズジャパン） - 飾演 英由良

### Web
- 純情通り3丁目2525番地（2012年6月1日・15日 - 每週星期五更新、niconico動画バンブーちゃんねる）

### 遊戲
- AKB 1/48 愛上偶像（2010年12月23日、NBGI）
- AKB 1/48 愛上偶像 in 關島（2011年10月6日、NBGI）
- AKB1/149 戀愛總選舉（PSP・PS Vita用、2012年12月20日預定、NBGI）

### 活動
- 日本最大級海の家×TBS in Yuigahama 2008（2008年7月23日、由比ヶ浜公園）
- 京都造形藝術大學 オープンキャンパス（2008年8月3日）
- 第2回全日本アニソングランプリ（2008年9月21日、JCBホール）
- 浜松町 グリーン･サウンドフェスタ 浜祭（2008年11月3日、ハマサイトグルメ 野外特設ステージ）
- Push★1（2009年1月31日、品川プリンスホテルステラボール）

## 書籍

### 写真集
- 20thアニバーサリーフォトブック「ちいちゃん→ちさと」（2010年12月15日、テクニカルスタッフ）

### 日曆
- 中田ちさと 2012年日曆（2011年11月19日、ハゴロモ）
- 中田ちさと 2013年桌上日曆（2012年12月7日、ハゴロモ）

## 外部連結
- （日語）AKB48官網個人介紹頁（页面存档备份，存于）
- （日語）Mousa個人資料頁** （日語）ちいchanさんぽ
  - （日語）
- （日語）中田 ちさと官方部落格「わたあめ〜る」
- （日語）中田ちさと Google+
- （日語）武藏野線的姐妹官網（页面存档备份，存于）